# Mohácsy László
Mohácsy László (Balassagyarmat, 1881. június 26. – Budapest, 1968. augusztus 31.) magyar építész és építőmester.

## Élete
Szülei Mohácsi József és Zana Hermin. Építészi diplomát szerzett, majd itáliai tanulmányútra ment. Ezt követően, hazatérve Korb Flóris és Giergl Kálmán építészirodájában kapott munkát. 1907-ben saját irodát nyitott. 1909 és 1913 között Egerben 25 nagyobb épületet tervezett és épített fel. Az első világháború idején a komáromi lőszergyárnál alkalmazták. Később kárbecslőként mérte fel a gyöngyösi tűzvész pusztításait, majd a településen 30 épületet is tervezett és épített. Az 1930-as évekig körülbelül 300 épület tervezése és építése fűződik a nevéhez, melyek között kórházak, kastélyok, szállodák, vágóhidak és bérházak szerepelnek.
Több építészeti egyesületnek tagja volt.
A Farkasréti temetőben helyezték nyugalomra.
1910. február 6-án Balatonbogláron vette feleségül Löwensohn Margitot (1893. július 27. – 1961. október 15.) Löwensohn Jakab és Schultheisz Adél leányát.

## Ismert épületei
- 1923: bérház, Budapest, Hollán Ernő u. 5.[12]
- 1930–1931: ikerbérház, Budapest, Ipoly u. 24/a-b.[13]
- 1932 előtt: Irgalmas-rend székháza, Pozsony[14]
- 1932 előtt: Hitelbank, Pancsova[14]
- 1935–1936: bérház, Budapest, Radnóti Miklós u. 34.[15]
- 1961: bérház átalakítás (Ács Aurél, 1909), Budapest, Hegedűs Gyula u. 38.[16]

Az első világháború miatt nem épült meg a pozsonyi Irgalmasrendi-kórház.

## Képtár

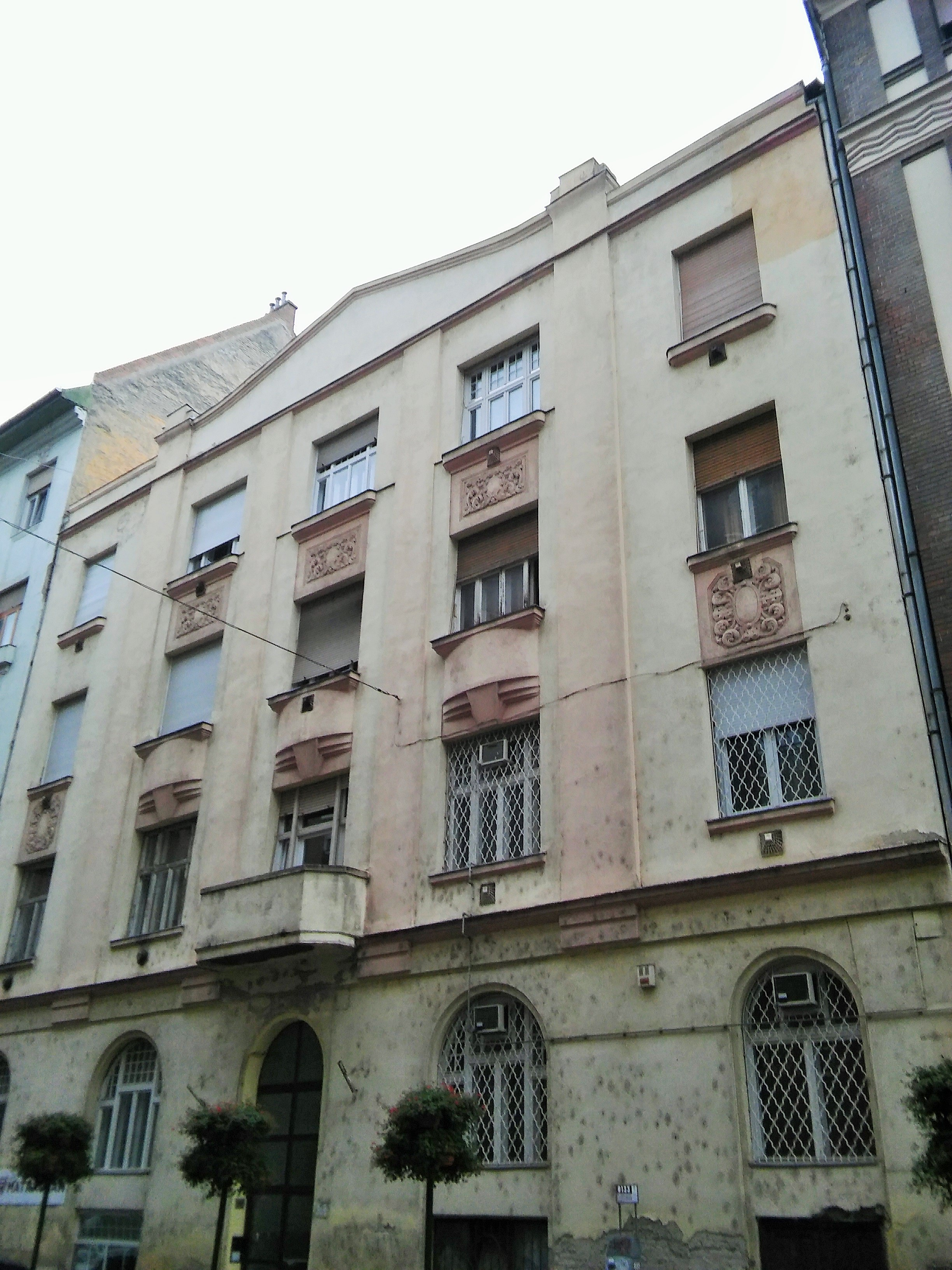
bérház, Budapest, Hegedűs Gyula u. 38.
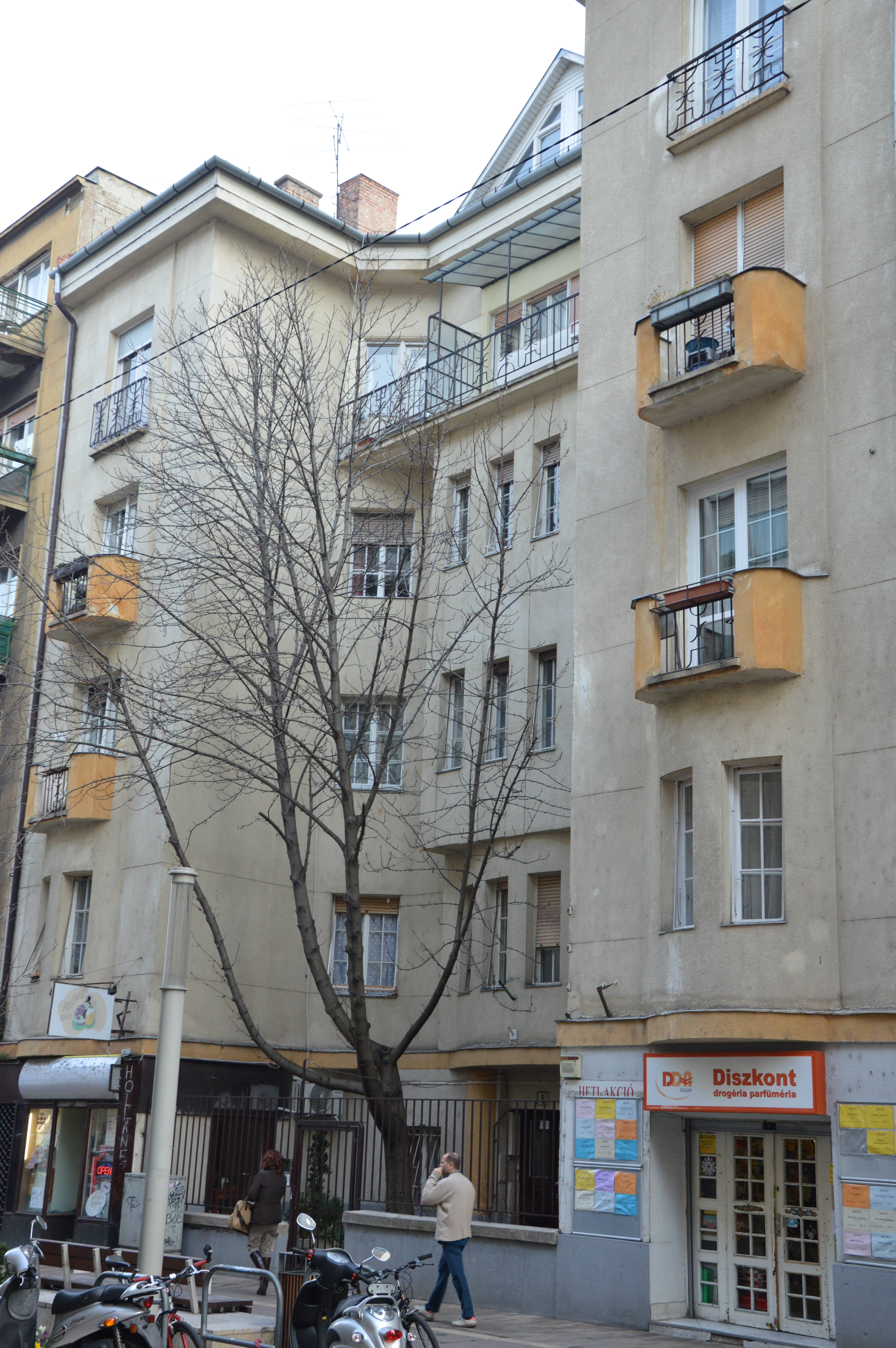
bérház, Budapest, Hollán Ernő u. 5.
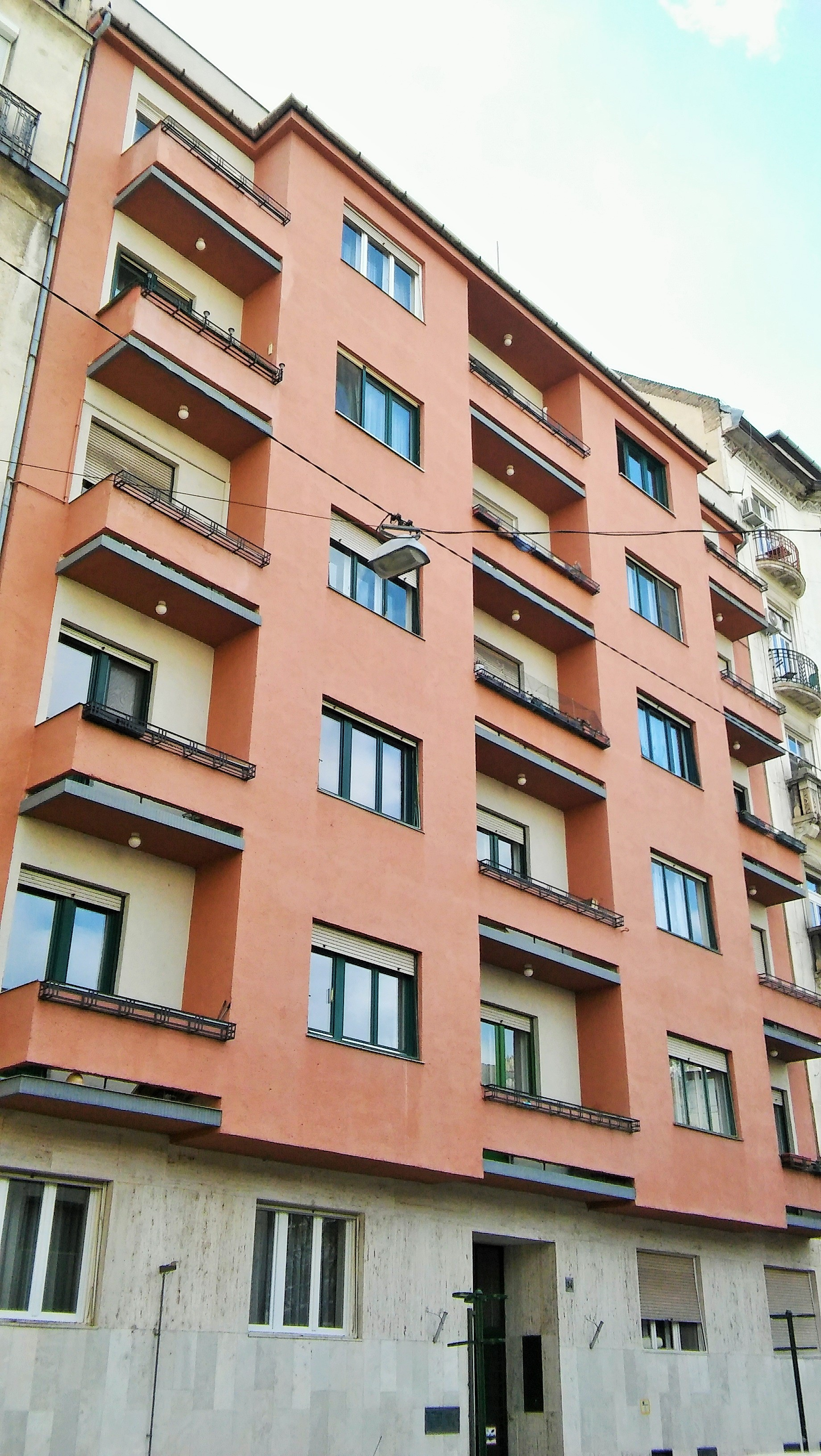
bérház, Budapest, Radnóti Miklós u. 34.
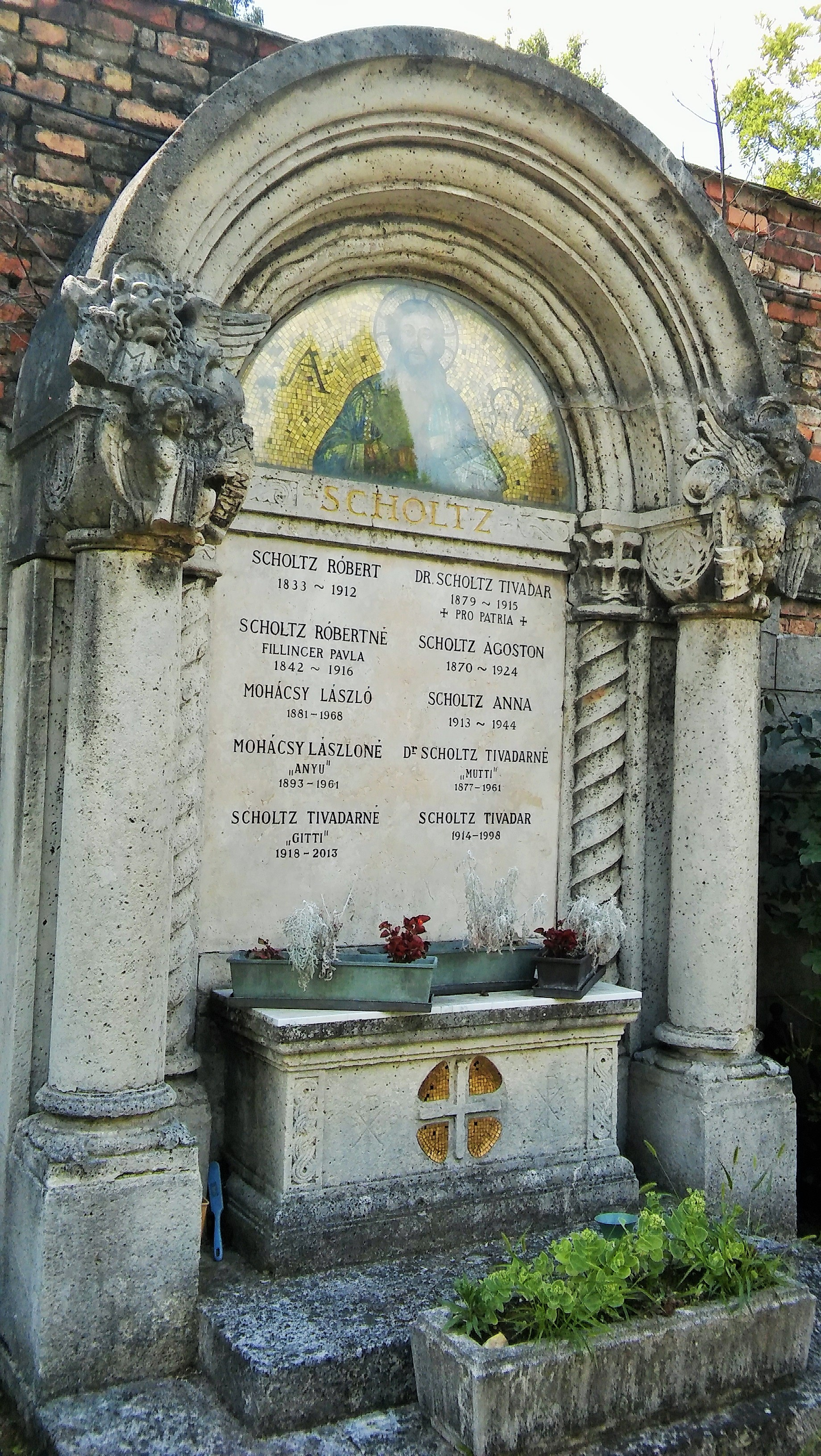
Mohácsy László nyughelye (Farkasréti temető, Érdi út felőli falsírboltok)